# Skrill
Skrill（スクリル、旧:Moneybookers）は、電子メールアカウントとインターネットを利用した決済サービスを提供するイギリスの企業である。Skrill口座間やクレジットカードや海外への送金や入金を行う。

## 沿革
- 2001年7月27日 - 「moneybookers.com」ドメインの取得
- 2001年7月27日 - 設立
- 2002年 - Moneybookersのユーザー数が約2万人に到達
- 2007年3月 - Moneybookersが、インベストに105万ユーロで買収された
- 2009年3月9日